# Tridacna crocea
Bénitier crocus, Manteau de lumière
Espèce
Statut de conservation UICN

 LC  : Préoccupation mineure
Statut CITES
Le bénitier crocus ou Manteau de lumière (Tridacna crocea) est un gros mollusque bivalve de la famille des bénitiers.

## Description
C'est un gros bivalve cependant assez petit pour un bénitier, dépassant rarement 15 cm. Son large manteau qui dissimule facilement toute la coquille est très coloré, souvent bleu-violet nacré mais avec un patron de coloration tellement variable qu'il ne constitue pas un critère d'identification. Le siphon inhalant est cerclé de petits tentacules simples et nombreux. 
La coquille est légèrement asymétrique vue de côté mais l'ouverture se ferme presque parfaitement. Elle porte 5 ou 6 côtes assez peu prononcées mais très striées (souvent érodées par le mode de vie de l'animal), l'ouverture byssale est particulièrement large. 
Ce bénitier vit toujours (à l'état sauvage) encastré dans des colonies de corail, ce qui le distingue facilement de certaines autres espèces (il n'est cependant pas le seul à pouvoir adopter ce mode de vie). 

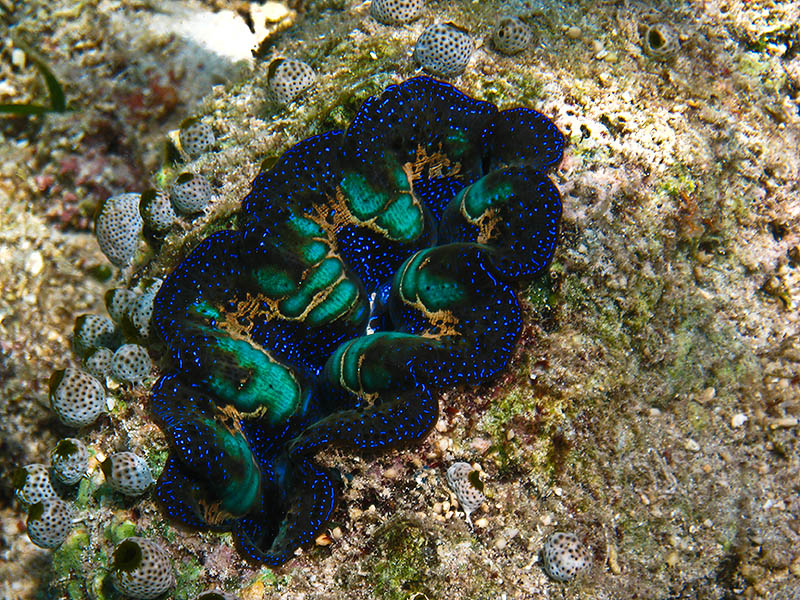
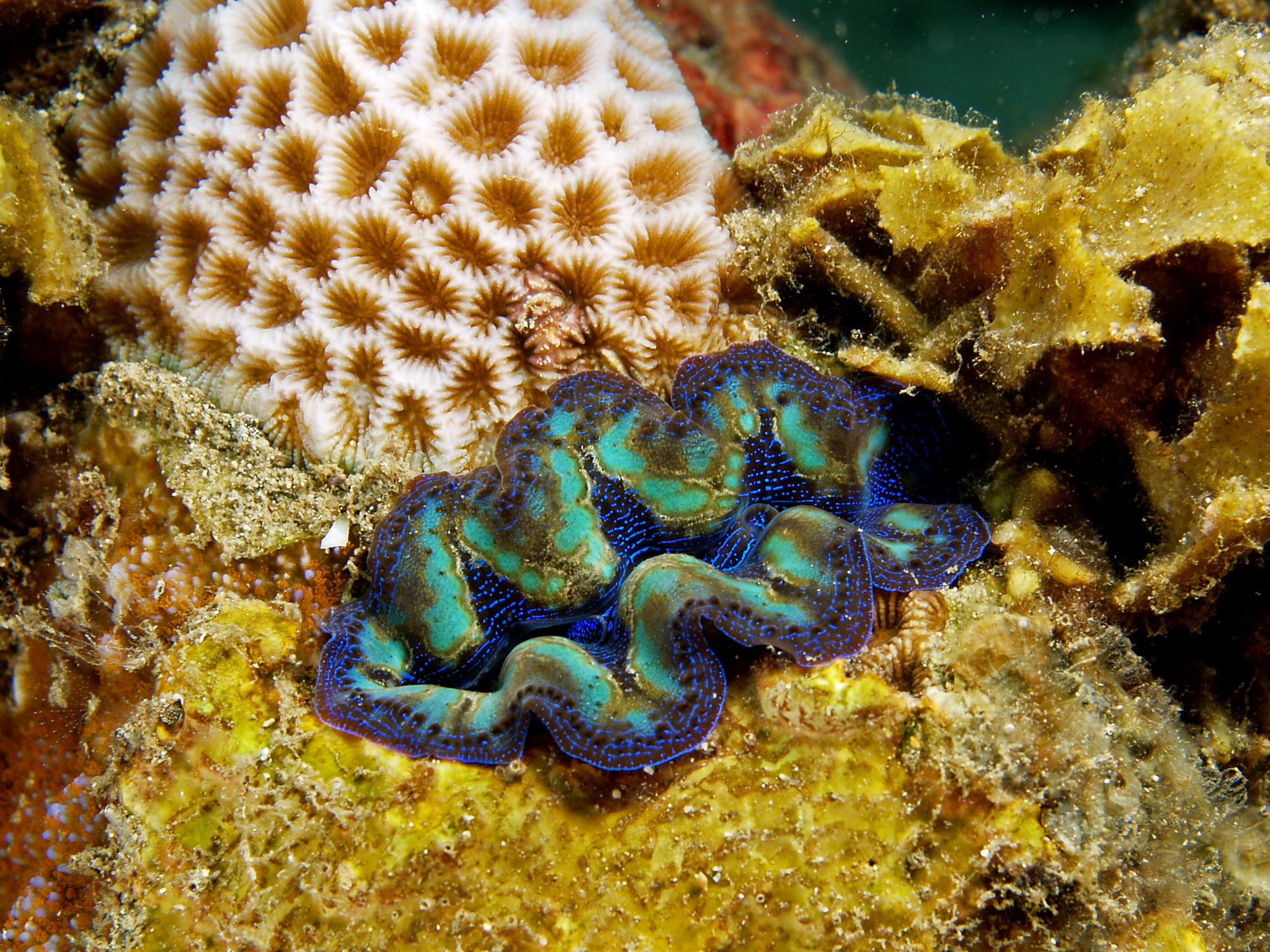
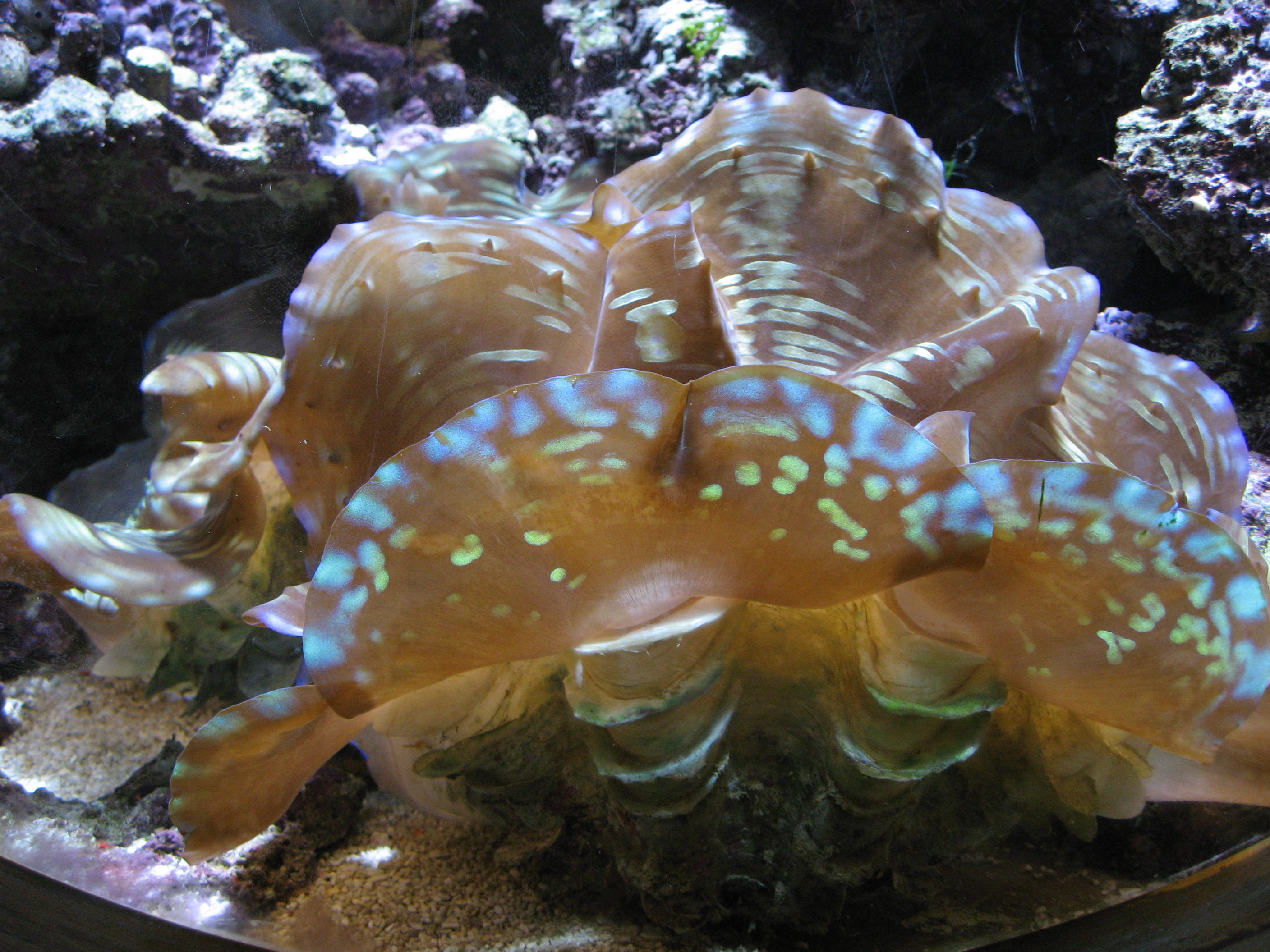

## Habitat et répartition
Ce bénitier est inféodé aux récifs de corail : on le trouve généralement incrusté au sein même d'un massif corallien.
On le rencontre dans toute la zone tropicale de l'Indo-Pacifique ouest-central, du Japon à la Nouvelle-Calédonie, et il est abondant en Australie orientale. En revanche, il semble éteint à Guam et aux îles Mariannes.

## Écologie et comportement
Ce mollusque est un symbiote du corail, même s'il abime les colonies pendant sa croissance. Jeune, il se nourrit de plancton, mais les adultes entretiennent dans leur manteau une culture de micro-algues qui leur permettent de survivre sans nourriture grâce à la photosynthèse.

## Tridacna croceaet l'Homme
Ce beau bénitier est très prisé en aquariophilie marine, mais son entretien est considéré comme complexe.
Petit et difficile à récolter du fait de son mode de vie, ce bénitier n'est pas considéré comme une espèce en danger.